# 胸腔醫學
胸腔醫學（pulmonology，respirology）為探討呼吸器官疾病之一門學問。近年來因為重症醫學的發展迅速，因此在許多國家將重症醫學列入了胸腔醫學之範疇之內，稱之為胸腔暨重症加護醫學（呼吸与危重症医学）。
呼吸學又可以細分為數個細項：
- 阻塞性肺病：
  - 慢性阻塞性肺病(chronic obstructive pulmonary disease, COPD)
  - 氣喘(asthma)

- 肺部感染症
  - 細菌性感染
  - 結核病
  - 霉菌性感染
  - 病毒性感染

- 瀰漫性肺病/間質性肺病(diffuse lung disease/interstitial lung disease)

- 肺部腫瘤
  - 肺癌
  - 良性肺部腫瘤

- 肋膜疾病
  - 肋膜積水
  - 氣胸(pneumothorax)
  - 肋膜腫瘤

- 肺血管疾病

- 重症醫學
- 呼吸治療